# Paul Hunter (regista)
Paul Hunter (Los Angeles, 9 novembre 1970) è un regista statunitense.

## Biografia
Laureato in Radio, TV & Film alla California State University di Northridge, è divenuto famoso per i suoi video musicali ad alto budget per celebri singoli di musica pop, come il suo contemporaneo Hype Williams. Ha lavorato con importanti musicisti e ha diretto più di 100 video musicali, oltre che spot pubblicitari come quello Nike's Freestyle, nominato agli Emmy Awards. Paul Hunter si è laureato al Cal State Northridge, in radio, TV e cinema. Il suo video Shame (2015) vince il premio Best of Fest dell'edizione 2016 del LA Shorts Fest.

## Vita privata
Ha avuto una breve relazione nel 1999 con l'attrice anglo-giamaicana Natasha Williams.

## Videografia selezionata
1995
- Vybe - Take It to the Front

1996
- Aaliyah - One in a Million
- Aaliyah feat. Ginuwine, Missy Elliott & Timbaland - One in a Million [Remix]
- Aaliyah - Got to Give It Up
- Keith Sweat - featuring Kut Klose - Twisted
- Keith Sweat - Just a Touch of Love
- Keith Sweat featuring Athena Cage - Nobody
- CeCe Peniston - Movin' On

1997
- Blackstreet - Fix
- Mariah Carey - Honey7
- Erykah Badu - On & On7 9
- Whitney Houston - Step by Step
- Mary J. Blige - Love Is All We Need
- Boyz II Men- Four Seasons of Loneliness
- LL Cool J - Hot, Hot, Hot
- LL Cool J - Phenomenom
- Notorious B.I.G. feat. Puff Daddy - Hypnotize3
- Snoop Dogg feat Teena Marie and Charlie Wilson - Vapors
- Mack 10 - Only in California
- Puff Daddy - Been Around the World
- Jermaine Dupri ft. Da Brat - Tha Par
- Salt-n-Pepa - Gitty Up
- Ice Cube - We Be Clubbin
- Tamia - Imagination
- LSG - Curious

1998
- Busta Rhymes - Fire it Up Remix
- Boyz II Men - I Can't Let Her Go
- Puff Daddy - It's All About The Benjamins5
- Missy Elliott feat. Timbaland & Mocha - Hit 'Em Wit da Hee
- Usher - My Way
- Brandy feat. Mase - Top of the World
- Janet Jackson - I Get Lonely
- Everclear - Father of Mine
- Queen Latifah - Papers
- A Tribe Called Quest - Find a Way
- Babyface - You Were There
- Marilyn Manson - The Dope Show2
- Flip Mode Squad - Everybody on the Line
- Matchbox Twenty - Back 2 Good
- Lenny Kravitz - Fly Away
- Hole - Malibu10
- Busta Rhymes - Turn It Up (Remix) - Fire It Up
- Whitney Houston feat.Faith Evans & Kelly Price - Heartbreak Hotel9
- Keith Sweat - I'm Not Ready
- Faith Evans - All Night Long

1999
- Marilyn Manson - I Don't Like the Drugs (But the Drugs Like Me)
- Will Smith's Wild Wild West5
- Enrique Iglesias - Bailamos
- TLC - Unpretty
- Warren G - Smokin' Me Out
- Puff Daddy - My Best Friend
- Jennifer Lopez - If You Had My Love7
- Lenny Kravitz - Fly Away8
- Céline Dion - I Want You to Need Me
- Brian McKnight - Stay or Let Go

2000
- Will Smith - Freakin' It
- Kelis - Get Along with You
- Kina - Girl from the Gutter
- D'Angelo - Untitled (How Does It Feel)5 6 8 9
- Christina Aguilera - Come on Over (All I Want Is You)
- Deftones - Back to School
- A Perfect Circle - 3 Libras
- Jennifer Lopez - Feelin' So Good
- Eminem - The Way I Am
- Faith Hill - Where are you this Christmas

2001
- Tamia - Stranger in My House
- Nikka Costa - Like a Feather
- Michael Jackson - You Rock My World
- Aaliyah - We Need a Resolution
- Jennifer Lopez - Love Don't Cost a Thing7
- Lenny Kravitz - Again8
- Christina Aguilera, Lil' Kim, Mya e Pink (cantante) - Lady Marmalade1
- Jay-Z feat. R.Kelly - Guilty Until Proven Innocent
- Sunshine Anderson - Lunch or Dinner

2002
- Eminem - Superman

2003
- Ashanti - Rock Wit U (Awww Baby)9
- Tyrese - Signs of Love Making
- Britney Spears feat. Madonna - Me Against the Music
- Justin Timberlake - Señorita8
- Justin Timberlake - I'm Lovin' It
- Kelis - Milkshake (unreleased version)
- Mýa - My Love Is like...Wo
- Pharrell Williams feat. Jay-Z - Frontin'
- Tamia - Officially Missing You

2004
- N.E.R.D - Maybe
- Snoop Dogg ft. Pharrell - Drop It like It's Hot
- Mos Def - Sex, Love & Money
- Van Hunt - Down Here in Hell (with you)
- Will Smith - Switch
- Snoop Dogg ft. Pharrell - Let's Get Blown

2005
- Snoop Dogg feat. Justin Timberlake - Signs
- Gwen Stefani - Hollaback Girl4 5 7
- Pharrell Williams feat. Gwen Stefani - Can I Have It Like That
- Mariah Carey - Don't Forget About Us
- The Pussycat Dolls feat. Busta Rhymes - Don't Cha
- Will Smith - Switch
- Will Smith - Party Starter
- Pharrell - Fever
- Stevie Wonder - So What The Fuss

2006
- Jamie Foxx - DJ Play That Love Song
- Mariah Carey feat. Snoop Dogg - Say Somethin'
- Mary J. Blige with U2 - One
- Jamie Foxx - Extravaganza
- Outkast - Idlewild Blues
- Justin Timberlake feat. T.I. - My Love

2007
- Nicole Scherzinger - Whatever You Like

2009
- Chester French - She Loves Everybody
- Big Pak - Droppin' 35
- Jeremih - Birthday Sex
- The All-American Rejects - I Wanna
- Snoop Dogg ft. The-Dream - Gangsta Luv

2010
- Ke$ha - Take It Off
- Maroon 5 - Give a Little More

2011
- Nicole Scherzinger ft. 50 Cent - Right There
- Lenny Kravitz - Stand
- Jennifer Lopez- Papi

## Premi
- 1 :Premio MTV Video Music Awards per il video dell'anno
- 2 :Premio MTV Video Music Awards per la miglior cinematografia
- 3 :Premio MTV Video Music Awards per il miglior video rap
- 4 :Premio MTV Video Music Awards per la miglior coreografia
- 5 :Nomina MTV Video Music Awards per il video dell'anno
- 6 :Nomina MTV Video Music Awards per la miglior regia
- 7 :Nomina MTV Video Music Awards per il miglior video da un'artista femminile
- 8 :Nomina MTV Video Music Awards per il miglior video da un artista maschile
- 9 :Nomina MTV Video Music Awards per il miglior video R&B
- 10 :Nomina MTV Video Music Awards per la miglior cinematografia